# Хафизула Амин
Хафизула Амин (на пущунски: حفيظ الله امين‎‎) е афганистански политик по време на Студената война.
Роден е в Пагман. Завършва Кабулския университет и работи като учител. След няколко години заминава в САЩ да учи. Посещава Съединените щати още един път и се връща в Афганистан. По време на следването си в университета на Уисконсин се увлича от марксизма.
Започва кариерата си в радикалната политика като проповядва социалистически идеи. Кандидат е на Народната демократическа партия на Афганистан (НДПА) в парламентарните избори през 1965 г., но не успява да спечели място в парламента. През 1969 г. става единственият избран депутат от фракцията Халк на НДПА. Той е сред водещите организатори на Априлската революция през 1978 г., която сваля правителството на Мохамед Дауд Кан и става втори по значение в правителството на НДПА, а от септември 1979 го оглавява.
Краткото председателство на Амин е белязано от спорове от началото до края. Съветският съюз, който твърди, че Амин е агент на ЦРУ, се намесва в Афганистан, като се позовава на двадесетгодишния договор за приятелство между Афганистан и Съветския съюз. Амин е убит от руснаците през декември 1979 г. като част от операция Буря-333, след като управлява малко повече от 3 месеца.

## Биография

### Ранен живот
Хафизула Амин е роден в Пагман на 1 август 1929 г. Баща му, държавен служител, умира, когато Амин е още малък. Благодарение на брат си Абдула, учител в начално училище, Амин успява да посещава началното и средното училище, което от своя страна му позволява да постъпи в университета в Кабул. След като изучава математика там, той също завършва в колеж за учители в Кабул и става учител. Амин по-късно става директор на престижната гимназия „Авесина“, а през 1957 г. напуска Афганистан за да учи в Колумбийския университет в Ню Йорк, където учи за магистърска степен в образованието, но не завършва.Там Амин е е привлечен от марксизма, а през 1958 г. става член на Социалистическия прогресивен клуб на университета. Когато се завръща в Афганистан, Амин става преподавател в Кабулския университет, както и за втори път – директор на гимназия „Авесина“. През този период Амин се запознава с комуниста Нур Мухамад Тараки. Около това време Амин се отказва от длъжността си като директор на гимназията „Авесина“, за да стане ректор на колежа Дарул Муалимен.
Твърди се, че Амин се радикализира по време на втория си престой в Съединените щати през 1962 г., когато се записва в работната група в университета в Уисконсин. Амин следва докторска програма в Колумбийския университетски учителски колеж, но започва да пренебрегва учението си в полза на политиката. През 1963 г. става ръководител на асоциацията на афганистанските студенти в колежа. Когато се завръща в Афганистан в средата на 1960-те години, заминава за Москва. Там Амин се среща с афганистанския посланик в Съветския съюз, стария си приятел Али Ахмад Попел, бивш афганистански министър на образованието. По време на краткия си престой, Амин става още по-радикализиран. Някои хора, Наби Мишдак например, не вярват, че пътува за Москва, а по-скоро за Западна Германия и Ливан. По времето, когато се връща в Афганистан, комунистическата Народна демократична партия на Афганистан (НДПА) вече е провела конституционния си конгрес, който е през 1965 г. Амин се кандидатира от НДПА за парламентарните избори през 1965 г. и губи с по-малко от 50 гласа.
През 1966 г., когато е разширен Централният комитет на НДПА, Амин е избран за член без право на глас, а през пролетта на 1967 г. той придобива пълноправно членство. Позицията на Амин във фракцията Халк на НДПА се утвърждава, когато той е единственият избран в парламента на парламентарните избори през 1969 г. Когато НДПА се разделя на фракционни групи през 1967 г. - Халк, водена от Нур и Пархамити, водена от Бабрак Кармал, Амин се присъединява към халкистите. Като член на парламента, Амин се опитва да спечели подкрепата на патунците във въоръжените сили. Според биографи на Амин, той използва позицията си на член на парламента за борба срещу империализма, феодализма и реакционните тенденции и се бори срещу „гнилия“ режим – монархията. Самият Амин казва, че използва своето членство в парламента, за да води класова борба срещу буржоазията.
В този период отношенията между халкистите и пархамите се влошават. Амин, единственият член на парламента от Халк, и Бабрак Кармал, единственият член на парламента от Паркам, не си сътрудничат. Амин по-късно, по време на краткия си престой във властта, споменава тези събития с горчивина. След арестуването на колегите си членове Дастагир Паншери и Салех Мохамад Зеари през 1969 г., Амин е сред водещите членове на партията и все още е най-висш член на партията към момента на освобождаването им през 1973 г.

### Управление на Дауд
От 1973 г. до обединението на НДПА през 1977 г., Амин е втори след Тараки в „халкистката“ НДПА.
Когато Мохамед Дауд Кан премахва монархията и създава Република Афганистан, Халкистката НДПА предлага подкрепата си за новия режим, ако създаде Национален фронт, който вероятно да включва и самата нея. В началото на режима си, Пархамитската НДПА вече е установила съюз с Дауд и Кармал и призовава за разпускане на халкистите. Призивът на Кармал само влошава отношенията между двете крила. Тараки и Амин обаче имат късмет. Алиансът на Кармал всъщност вреди на позициите на партиите в афганистанската политика. Някои комунисти във въоръжените сили са разочаровани от правителството на Дауд и се обръщат към халкистите поради явната им независимост. Асоциацията на пархамитите с правителството на Дауд непряко води до преврата от 1978 г., ръководен от Халкистката НДПА, известен като Революцията Сур. От 1973 г. до преврата от 1978 г. Амин отговаря за организирането на партийна работа в афганистанските въоръжени сили.
През лятото на 1977 г. официално се обединяват парламентарните групи на двете крила, които имат отделни генерални секретари, политбюра, централни комитети и други организационни структури. Една от причините за обединението е, че международното комунистическо движение, представено от Комунистическата партия на Индия, Иракската комунистическа партия и Комунистическата партия на Австралия, призовава за обединяване на партиите.

### Априлска революция
На 18 април 1978 г. Мир Акбар Кихбер, главният идеолог на фракцията Пархам, е убит. Убийството му стартира верига от събития, които водят до превземането на властта от НДПА 11 дни по-късно, на 27 април. Убиецът така и не е установен, но се смята, че Амин е заповядал убийството. Погребението на Кихбер прераства в голяма антиправителствена демонстрация. Дауд започва масови арести на членовете на НДПА 7 дни след погребението. Амин, който организира последвалата революция срещу Дауд, е един от последните членове на ЦК, които трябва да бъдат арестувани от властите. Неговият късен арест може да се счита за доказателство за липсата на информация от режима. Амин е водещият революционен организатор на партията. Липсата на осъзнаване от страна на правителството се доказва чрез арестуването на Тараки – арестът на Тараки е предварително зададен сигнал за начало на революцията. Когато Амин установява, че Тараки е арестуван, той нарежда революцията да започне в 9 часа на 27 април. Амин, за разлика от Тараки, не е в ареста, а вместо това е под домашен арест. Неговият син, Абдур Рахман, все още има свобода на движение. Революцията е успешна, благодарение на огромната подкрепа на афганистанските военни. Например подкрепата от министъра на отбраната Гулам Хайдар Расули, командира на сухопътните войски Аслам Уатанджар и началника на щаба на афганистанските военновъздушни сили Абдул Кадир.

### Смърт
Амин се доверява на Съветския съюз до самия край, въпреки влошаването на официалните отношения. Когато афганистанската разузнавателна служба предава на Амин доклад, че Съветският съюз ще нахлуе в страната и ще го свали, Амин твърди, че докладът е продукт на империализма. Противно на общото убеждение на Запада, Амин е информиран за решението на съветското правителство да изпрати войници в Афганистан. Генерал Тухаринов, командващ 40-а армия, се среща с афганистанския генерал-майор Бабаджан, за да договори влизането на съветските войски. На 25 декември Дмитрий Устинов издава официална заповед, в която се казва, че „Държавната граница на Демократична република Афганистан трябва да бъде премината по суша и въздух от силите на 40-а армия и военновъздушните сили на 25 декември“. Това е официалното начало на съветската инвазия в Афганистан.
Загрижен за безопасността си, Амин се мести от Президентския дворец, в центъра на Кабул, в двореца Таджбег, който преди това е седалището на Централния военен корпус на афганистанската армия. Дворецът е голям, със стени достатъчно здрави, за да издържат на артилерийски огън. Всички пътища към двореца са минирани, с изключение на един, на който са разположени тежки картечници и артилерия, които да го защитят. Външната защита на двореца е от Президентската гвардия, която се състои от 2500 войници и три танка T-54. Няколко съветски командири, участващи в убийството на Амин, смятат, че планът за атентат в двореца е „луд“. Няколко войници се колебаят, съмнявайки се в това, което твърдят техните командири Юрий Дроздов и Василий Колесник, че Амин, лидерът на правителството на НДПА, е американски симпатизант и предател на революцията. Въпреки няколкото възражения, планът за убийството на Амин е задействан.
По време на атаката Амин все още вярва, че Съветският съюз е на негова страна и казва на своя адютант: „Съветите ще ни помогнат“. Адютантът отговаря, че напротив, нападателите са точно те. Амин първоначално казва, че това е лъжа. Има различни разкази за това как Амин умира, но точните подробности никога не са потвърдени. Амин е убит или умишлено, или от „случайна престрелка“. Синът на Амин е смъртоносно ранен и умира скоро след това. Дъщерята му е ранена, но оцелява. На Гулабзой му е дадена заповед да убие Амин и Уатанджър, който по-късно потвърждава смъртта му.